# Karachi
Karachi este un oraș din provincia Sindh, Pakistan, în partea de nord a deltei Indului, port la Marea Arabiei, cu o populație de 12.461.423 de locuitori. Este un nod de comunicații, cel mai important centru industrial, comercial și financiar al țării și are un aeroport. Sunt dezvoltate industriile de construcții navale, siderurgie, asamblare de automobile, mase plastice, țesături de bumbac, produse alimentare, ciment și încălțări. Posedă mai multe rafinării de petrol, manufacturi de tutun și o uzină petrochimică. Exportă cereale, bumbac, piei și lână. Are un muzeu de istorie, etnografie și artă și o universitate. A fost fondat în 1725, fiind capitala statului între 1947 și 1959.

## Personalități marcante
- Margaret Lockwood, actriță